# Il primo Lucio Dalla
Il primo Lucio Dalla è un album raccolta del cantautore bolognese Lucio Dalla, pubblicata nel 1980.
La compilation comprende alcuni brani presenti nei primi due album del musicista, rispettivamente 1999 e Terra di Gaibola. Tra le canzoni più note si ricordano Il cielo, vincitrice del premio della critica al Festival delle rose, e 1999,  poi riproposta dall'artista nell'album Ciao.

## Tracce
1. Il cielo – 3:16
2. 1999 – 2:24
3. Cos'è Bonetti? – 1:43
4. Hai una faccia nera nera – 2:34
5. Quando ero soldato – 2:14
6. Lucio dove vai – 2:46
7. Stars Fell on Alabama – 3:25
8. Orfeo bianco – 3:33
9. Africa – 4:20
10. Non sono matto o la capra Elisabetta – 4:01
11. Fumetto – 2:04
12. Il fiume e la città – 3:48